# Sultan Dumalondong
Sultan Dumalondong è una municipalità di sesta classe delle Filippine, situata nella Provincia di Lanao del Sur, nella Regione Autonoma nel Mindanao Musulmano.
Sultan Dumalondong è formata da 7 baranggay:
- Bacayawan
- Buta (Sumalindao)
- Dinganun Guilopa (Dingunun)
- Lumbac
- Malalis
- Pagalongan
- Tagoranao